# Diego Florentín
Diego Florentín (fl. XX secolo) è stato un calciatore paraguaiano, di ruolo centrocampista.

## Carriera
Partecipò al Mondiale del 1930 con la Nazionale paraguaiana.